# Mănăstirea Bocancea
Mănăstirea Bocancea este o mănăstire de călugări amplasată în partea central-nordică a Republicii Moldova, în localitatea Bocancea-Schit din raionul Sîngerei, aflată la 40 km sud-est de orașul Bălți; aproximativ 105 de kilometri nord-vest de Chișinău.

## Istoric
A fost întemeiată în anul 1869, că schit al mănăstirii Hîrjauca. În anul 1872 se sfințește biserica cu hramul „Sfinților Apostoli Petru și Pavel”. Mănăstirea a fost întemeiată pe locul unde ar fi trebuit să se mute obștea satului Hîrjauca, ce locuia prea aproape de mănăstirea omonimă.
În perioada dintre cele două războaie mondiale, schitul Bocancea a devenit independent de mănăstirea Hîrjauca. Primul stareț a fost protosinghelul Gurie Tăutu. O dată cu ocuparea Basarabiei, obștea se destramă, iar mănăstirea devine colhoz.
Astfel, conform raportului din 3 aprilie 1946 a Împuternicitului Sovietului în problemele Bisericii Ortodoxe Ruse a RSSM, P. N. Romenski, privind activitatea din perioada iulie 1945 – martie 1946, la Bocancea viețuiau doar trei persoane. Concluzia împuternicitului a fost una categorică: mănăstirea nu este rentabilă și nu poate exista în asemenea condiții, adică este necesară închiderea ei și transferarea călugărilor la alte mănăstiri. În aceste condiții, la una din ședințele Sovietului pentru Biserica Ortodoxă Rusă din 7 iunie 1947 de la Moscova, a fost discutată situația din mănăstirea Bocancea, unde s-a declarat că este o unitate subdezvoltată, într-un declin economic, fără posibilitatea de a se întreține, fapt care ar însemna închiderea ei.
Ulterior, sunt arse icoanele și odoarele bisericii. Stăreția ajunge brigada de tractoare, chiliile, grădiniță sătească, iar biserica, depozit de cereale și uscătorie pentru tutun. Cu timpul, mănăstirea ajunge în ruină.
În 1991 se reînființează că mănăstire de maici, sub conducerea ieromonahului Bartolomeu Sârbu. Între 1994–97 se execută lucrări de reparații sub patronajul mănăstirii Hîncu. În anul 1998 lăcașul redevine independent, transformându-se în mănăstire de călugări.
INTERESANT!!!
Mănăstiri și biserici din Republica Moldova

## Legături externe
- Pagină web (manastireabocancea.blogspot.com)
- Mănăstirea Bocancea pe logos.md